# Oliver Burke
Oliver Jasen Burke (Kirkcaldy, 7 aprile 1997) è un calciatore scozzese, attaccante o ala dell'Union Berlino e della nazionale scozzese.

## Carriera

### Club

#### Nottingham Forest
Burke ha firmato il suo primo contratto professionistico con il Nottingham Forest il 19 settembre 2014, pochi giorni prima di debuttare nel calcio professionistico subentrando all'87º nel match valido per la League Cup disputato contro il Tottenham Hotspur, partita giocata il 24 settembre 2014 e persa per 3-1 dal Forest.
Il 14 febbraio 2015 Burke esordisce ufficialmente in campionato, subentrando al 64º al posto del compagno Matty Fryatt nel match pareggiato per 4-4 contro il Blackpool. Il 24 dello stesso mese Burke viene mandato in prestito per un mese al Bradford City, club militante nella League One.
Il 29 dicembre 2015 Burke segna il suo primo gol con la maglia dei Reds grazie ad un tiro a giro di destro contro il Cardiff City, aprendo le marcature al 9º nella partita giocata al Cardiff City Stadium e terminata con un pareggio.

#### Lipsia
Il 28 agosto 2016, dopo essere stato seguito da squadre quali Manchester United, Arsenal, Barcellona e Bayern Monaco, viene acquistato per 15.200.000 euro (che con bonus potrebbero arrivare a 17,5 milioni) dal RB Lipsia, con cui firma un contratto di cinque anni. Oliver diventa così il giocatore scozzese più costoso della storia. Realizza il suo primo goal in campionato contro il Colonia (1-1).

### Nazionale
Ha giocato nelle nazionali giovanili scozzesi Under-19 ed Under-21.
Il 10 marzo 2016 Burke ha ricevuto la sua prima convocazione dalla nazionale maggiore scozzese per l'amichevole contro la nazionale danese. Burke debutta con la maglia scozzese il 29 marzo 2016 subentrando all'82º al posto di Matt Ritchie, nella partita conclusasi con la vittoria scozzese sulla Danimarca per 1-0.

## Palmarès

### Club

#### Competizioni nazionali
- Campionato scozzese: 1

Celtic: 2018-2019
- Coppa di Scozia: 1

Celtic: 2018-2019